# Martin Klein (labdarúgó)
Martin Klein (Brno, Csehszlovákia, 1984. július 2.– ) egyszeres cseh válogatott labdarúgó.

## Pályafutása
Profi karrierjét 2000-ben a Sparta Praha csapatánál kezdte el.
2002. február 27-én a Bajnokok ligája negyedik legfiatalabb gólszerzője lett azzal, hogy 17 évesen és 241 naposan gólt szerzett a Panathinaikósz ellen.
2003-tól, 2010-ig az FK Teplice csapatát erősítette, majd egy szezon erejéig a török Konyaspor játékosa volt.
2011. szeptember 19-én kétéves szerződést kötött a Ferencváros csapatával.

## Válogatottban
A különféle cseh utánpótlás válogatottakban összesen hetvenháromszor szerepelt, az U19-es csapatban négy gólt ért el.
A cseh felnőtt labdarúgó-válogatottban 2009. június 5-én mutatkozott be, Málta ellen. A barátságos mérkőzésen harmincnyolc percet töltött a pályán. Ezidáig egyszeres válogatott.

## Sikerei, díjai
Sparta Praha
- Cseh bajnok: 2000–2001, 2002–2003

 Teplice
- Cseh kupagyőztes: 2008–2009

 Ferencvárosi TC
- Magyar-ligakupa-győztes: 2013

## Statisztikái

### Mérkőzései a cseh válogatottban
| #  | Dátum           | Helyszín           | Ellenfél | Eredmény | Kiírás     | Esemény |
| -- | --------------- | ------------------ | -------- | -------- | ---------- | ------- |
| 1. | 2009. június 5. | Jablonec nad Nisou | Málta    | 1 – 0    | barátságos | 52'     |